# Life in Pieces/Episodenliste
Diese Episodenliste enthält alle Episoden der US-amerikanischen Sitcom Life in Pieces, sortiert nach der US-amerikanischen Erstausstrahlung. Die Fernsehserie umfasst vier Staffeln mit 79 Episoden.

## Übersicht
| Staffel | Episodenanzahl | Erstausstrahlung USA | Erstausstrahlung USA | Deutschsprachige Erstausstrahlung | Deutschsprachige Erstausstrahlung |
| Staffel | Episodenanzahl | Staffelpremiere      | Staffelfinale        | Staffelpremiere                   | Staffelfinale                     |
| ------- | -------------- | -------------------- | -------------------- | --------------------------------- | --------------------------------- |
| 1       | 22             | 21. September 2015   | 31. März 2016        | 8. September 2016                 | 8. September 2016                 |
| 2       | 22             | 27. Oktober 2016     | 11. Mai 2017         | 10. November 2016                 | 21. Mai 2017                      |
| 3       | 22             | 2. November 2017     | 17. Mai 2018         | 16. November 2017                 | 31. Mai 2018                      |
| 4       | 13             | 17. April 2019       | 27. Juni 2019        | 18. April 2019                    | 27. Juni 2019                     |

## Staffel 1
| Nr. (ges.) | Nr. (St.) | Deutscher Titel                                                                                                | Originaltitel                           | Erstausstrahlung USA | Deutschsprachige Erstausstrahlung (D) | Regie           | Drehbuch            |
| ---------- | --------- | --- | --------------------------------------- | -------------------- | ------------------------------------- | --------------- | ------------------- |
| 1          | 1         | Erstes Date / Die Geburt / Die College-Tour / Die Beerdigung                                                   | Pilot                                   | 21. Sep. 2015        | 8. Sep. 2016                          | Jason Winer     | Justin Adler        |
| 2          | 2         | Interruptus / Zweites Date / Stillen / Umzug                                                                   | Interruptus Date Breast Movin           | 28. Sep. 2015        | 8. Sep. 2016                          | Jason Winer     | Justin Adler        |
| 3          | 3         | Schlafentzug / Heather schickt eine E-Mail / Colleen lernt die Familie kennen / Baum fällen                    | Sleepy Email Brunch Tree                | 5. Okt. 2015         | 8. Sep. 2016                          | Jeremy Garelick | Brad Copeland       |
| 4          | 4         | Chads letzte Mahlzeit / Dreieck / Neue Betten / Tims große Runde                                               | Prison Baby Golf Picking                | 12. Okt. 2015        | 8. Sep. 2016                          | Jason Winer     | Kirker Butler       |
| 5          | 5         | Tylers Freundin / Arbeits-Geheimnis / Erstes Handy / Keime                                                     | Babe Secret Phone Germs                 | 19. Okt. 2015        | 8. Sep. 2016                          | Claire Scanlon  | Rolin Jones         |
| 6          | 6         | Schneeball-System / Grünes Licht für Sex / Paris / Hüpfburg                                                    | Ponzi Sex Paris Bounce                  | 5. Nov. 2015         | 8. Sep. 2016                          | Jason Winer     | Lesley Wake Webster |
| 7          | 7         | Die Nanny / Zelt-Diving / Colleens neue Ohrringe / Cheeto                                                      | Nanny Tent Earrings Cheeto              | 12. Nov. 2015        | 8. Sep. 2016                          | Jason Winer     | Elizabeth Tippet    |
| 8          | 8         | Paten / Der mexikanische Laden / Der Labyrinth-Läufer / Es muss raus                                           | Godparent Turkey Corn Farts             | 19. Nov. 2015        | 8. Sep. 2016                          | Chad Lowe       | Maggie Mull         |
| 9          | 9         | Erster Abend ohne Kind / Boudoir-Fotos / Auszeit / Namaste Noshery                                             | Hospital Boudoir Time-Out Namaste       | 26. Nov. 2015        | 8. Sep. 2016                          | Fred Goss       | Alec Sulkin         |
| 10         | 10        | Kontrollierter Brand / Vasektomie / Milchshake / Ping-Pong                                                     | Burn Vasectomy Milkshake Pong           | 10. Dez. 2015        | 8. Sep. 2016                          | Jason Winer     | Greg Malins         |
| 11         | 11        | College / Wie Joan Weihnachten gestohlen hat / Ein Geschenk vom Weihnachtsmann / John geht zu den Sternsingern | College Stealing Santa Caroling         | 17. Dez. 2015        | 8. Sep. 2016                          | Phil Traill     | Barbara Adler       |
| 12         | 12        | Der Biss / Der Flug / Der Flügel-Mann / Bonnie                                                                 | Bite Flight Wing-Man Bonnie             | 7. Jan. 2016         | 8. Sep. 2016                          | Helen Hunt      | Justin Adler        |
| 13         | 13        | Fitness / Party / Garagen-Flohmarkt / Der Lobster                                                              | Party Lobster Gym Sale                  | 14. Jan. 2016        | 8. Sep. 2016                          | Ken Whittingham | Brad Copeland       |
| 14         | 14        | Das Testament / Der Müll / Der Buch-Deal / Die Paar-Massage                                                    | Will Trash Book Spa                     | 21. Jan. 2016        | 8. Sep. 2016                          | Jason Winer     | Kirker Butler       |
| 15         | 15        | Coach Matt / Tylers erstes Auto / Fernseh-Schläfer / Cousin Mikey                                              | Soccer Gigi TV Mikey                    | 4. Feb. 2016         | 8. Sep. 2016                          | Alisa Statman   | Lesley Wake Webster |
| 16         | 16        | Das Tattoo / Valentinstag / Die Gitarre / Schwanger                                                            | Tattoo Valentine Guitar Pregnant        | 11. Feb. 2016        | 8. Sep. 2016                          | Jason Winer     | Alec Sulkin         |
| 17         | 17        | Johnny Flyer Black / Sophias Klavier-Vorspiel / Unsichtbare Regenbogen / Mama Mia                              | Hair Recital Rainbow Mom                | 18. Feb. 2016        | 8. Sep. 2016                          | Ken Whittingham | Elizabeth Tippet    |
| 18         | 18        | Was ist mit Heather los? / Irving Rosenblatt / Lemonade / Mädelsabend                                          | Sexting Mall Lemonade Heartbreak        | 25. Feb. 2016        | 8. Sep. 2016                          | Rebecca Asher   | Maggie Mull         |
| 19         | 19        | Die Pest / Krieg / Hungersnot / Tod                                                                            | Pestilence War Famine Death             | 3. März 2016         | 8. Sep. 2016                          | Phil Traill     | Greg Malins         |
| 20         | 20        | Zwölftklässler-Streich / Jens heißer Assistent / Kaugummi / Welpen-Liebe                                       | Prank Assistant Gum Puppy               | 10. März 2016        | 8. Sep. 2016                          | Chad Lowe       | Barbara Adler       |
| 21         | 21        | Cinderella-Story / Das geheime Leben des Greg Short / Abschlussball / Matts Entscheidung                       | Cinderella Fantasy Prom Dougie (Part 1) | 31. März 2016        | 8. Sep. 2016                          | Phil Traill     | Joe Cristalli       |
| 22         | 22        | SchreiTunes / Die Scheidung / Tablet / Der Ring                                                                | Cinderella Fantasy Prom Dougie (Part 2) | 31. März 2016        | 8. Sep. 2016                          | Chad Lowe       | Justin Adler        |

## Staffel 2
| Nr. (ges.) | Nr. (St.) | Deutscher Titel | Originaltitel                        | Erstausstrahlung USA | Deutschsprachige Erstausstrahlung (D) | Regie            | Drehbuch                      |
| ---------- | --------- | --- | ------------------------------------ | -------------------- | ------------------------------------- | ---------------- | ----------------------------- |
| 23         | 1         | Einzug / Auszug / Pillen / Baby-Party                                                                                                | Annulled Roommate Pill Shower        | 27. Okt. 2016        | 10. Nov. 2016                         | Jason Winer      | Justin Adler                  |
| 24         | 2         | Sprechstundenhilfe / Medizinisches Marihuana / Präsidentschaftswahl / Krämpfe                                                        | Receptionist Pot Voting Cramp        | 3. Nov. 2016         | 17. Nov. 2016                         | Alisa Statman    | Brad Copeland                 |
| 25         | 3         | Die halbe Augenbraue / Anonymer Spender / Trautes Pflegeheim / Gigi in the Sky with Diamonds                                         | Eyebrow Anonymous Trapped Gem        | 10. Nov. 2016        | 24. Nov. 2016                         | Chad Lowe        | Barbara Adler                 |
| 26         | 4         | Ein sparsames Pärchen / Tim, der Boss / Flugangst-Therapie / Larks erster Geburtstag                                                 | Cheap Promotion Flying Birthday      | 17. Nov. 2016        | 1. Dez. 2016                          | Alex Reid        | Dave Jeser & Matt Silverstein |
| 27         | 5         | Dinnerparty / Joans Buchidee / Larks erste Schritte / Ladies Night                                                                   | Dinner Professor Steps Lesbian       | 24. Nov. 2016        | 8. Dez. 2016                          | John Riggi       | Maggie Mull                   |
| 28         | 6         | Das Boxtalent / Ärztliche Zweitmeinung / Joans fiese Streiche / Jen und der Bart                                                     | Boxing Opinion Spider Beard          | 1. Dez. 2016         | 15. Dez. 2016                         | Jason Winer      | Lesley Wake Webster           |
| 29         | 7         | Schwimmkurs / Survivor-Bewerbungsvideo / Meditationspause / Mutter-Tochter-Gespräche                                                 | Swim Survivor Zen Talk               | 8. Dez. 2016         | 22. Dez. 2016                         | Jude Weng        | Joe Cristalli                 |
| 30         | 8         | Das Sex-Fenster / Der Schminktisch / Brautkleidsuche / Charmante Schwiegertochter                                                    | Window Vanity Dress Grace            | 15. Dez. 2016        | 29. Dez. 2016                         | Helen Hunt       | Greg Malins                   |
| 31         | 9         | Jahrtausendwechsel / Sophia ist da / Flitterwochen / Matt zieht ein                                                                  | #TBT: Y2K Sophia Honeymoon Critter   | 5. Jan. 2017         | 19. Jan. 2017                         | Jason Winer      | Marcos Luevanos               |
| 32         | 10        | Sams Schulaufführung / Joans Geheimnis / Erstes eigenes Heim / Familien-Bingo                                                        | Musical Motel Property Bingo         | 12. Jan. 2017        | 26. Jan. 2017                         | Chad Lowe        | Justin Adler                  |
| 33         | 11        | Parkplatz-Party / Die richtige Wurftechnik / Sophias Football-Einführung / Freie Sitzplätze                                          | Tailgate Spiral Souvenir Seating     | 19. Jan. 2017        | 2. Feb. 2017                          | Jim Hensz        | Elizabeth Tippet              |
| 34         | 12        | Der Trauzeuge / Begehrte Weiterempfehlung / Sophia wird selbständig / Clementines Job                                                | Best Waxing Grocery Rental           | 2. Feb. 2017         | 16. Feb. 2017                         | Jim Hensz        | Lesley Wake Webster           |
| 35         | 13        | Necklace Rescue Chef Negotiator | Chef Rescue Negotiator Necklace      | 9. Feb. 2017         | 19. Feb. 2017                         | Alisa Statman    | Barbara Adler                 |
| 36         | 14        | Joans Facebook-Account / Derek, der Goldfisch / Hochzeitsplanung / Backstage                                                         | Facebook Fish Planner Backstage      | 16. Feb. 2017        | 26. Feb. 2017                         | Jaffar Mahmood   | Brad Copeland                 |
| 37         | 15        | Tisch für zwei / Der Wein-BH / Zukunftshaus / Trauungsbefugnis                                                                       | Awkward Bra Automated Ordained       | 23. Feb. 2107        | 5. März 2017                          | Rebecca Asher    | Dave Jeser & Matt Silverstein |
| 38         | 16        | Kinder-Crossbike / Die Lektion / Colleens Rasselgeräusch / Tims Überlebenstraining                                                   | Dirtbike Old Mechanic Earthquake     | 9. März 2017         | 19. März 2017                         | Jonathan Judge   | Greg Malins                   |
| 39         | 17        | Übernachtungsparty / Jens Traum / Der Bewegungsmelder / Schlafstörungen                                                              | Sleepover Dream Light Haze           | 30. März 2017        | 13. Apr. 2017                         | Ken Whittingham  | Elizabeth Tippet              |
| 40         | 18        | Mama bevorzugt / Weibliche Eitelkeiten / Väterlicher Segen / Mikeys neue Freundin                                                    | Favorite Vision Miguel Matchmaker    | 6. Apr. 2017         | 20. Apr. 2017                         | Chris Koch       | Marcos Leuvanos               |
| 41         | 19        | Die Babysitter / Die nackte Wahrheit / Die Erfinder / Die Schmetterlingszucht                                                        | Babysit Argument Invention Butterfly | 13. Apr. 2017        | 27. Apr. 2017                         | Eric Dean Seaton | Maggie Mull                   |
| 42         | 20        | Colleens Spinnen-Geheimnis / Alle lieben Jen / Dougies Hochzeitsgeschenk / Familien-Buchclub                                         | Ear Scorn Registry Manuscript        | 27. Apr. 2017        | 7. Mai 2017                           | Alisa Statman    | Joe Cristalli                 |
| 43         | 21        | Reisehektik / Alle Hunde kommen nach Mexiko / Baby an Bord / Freiflug-Roulette                                                       | Late Smuggling Dreambaby Voucher     | 4. Mai 2017          | 14. Mai 2017                          | Angela Gomes     | Brad Copeland                 |
| 44         | 22        | Verhängnisvolle Kokos-Kekse / Alle unter einem Mini-Dach / Wahre Hunde-Schönheit kommt von innen / In guten wie in schlechten Zeiten | Poison Fire Teats Universe           | 11. Mai 2017         | 21. Mai 2017                          | Jude Weng        | Barbara Adler                 |

## Staffel 3
| Nr. (ges.) | Nr. (St.) | Deutscher Titel                                                                                       | Originaltitel                               | Erstausstrahlung USA | Deutschsprachige Erstausstrahlung (D) | Regie                | Drehbuch                       |
| ---------- | --------- | --- | ------------------------------------------- | -------------------- | ------------------------------------- | -------------------- | ------------------------------ |
| 45         | 1         | Schmerzensgeld / Schnuller-Fee / Sophia rebelliert / Moderne Beziehungen                              | Settlement Pacifier Attic Unsyncing         | 2. Nov. 2017         | 16. Nov. 2017                         | John Riggi           | Justin Adler                   |
| 46         | 2         | Namenssuche / Wieder Single / Matts Traum / Joans Alkoholproblem                                      | Bunny Single Nightmare Drinking             | 9. Nov. 2017         | 23. Nov. 2017                         | Eric Dean Seaton     | Justin Adler                   |
| 47         | 3         | Die Zeitkapsel / Gekaufte Bewertungen / Pokerabend / Das Hörgerät                                     | Treasure Ride Poker Hearing                 | 16. Nov. 2017        | 30. Nov. 2017                         | Jonathan Judge       | Justin Adler                   |
| 48         | 4         | Mr. Maskulin / Joans freier Tag / Stoned / Auf Messers elektrischer Schneide                          | Testosterone Martyr Baked Knife             | 23. Nov. 2017        | 7. Dez. 2017                          | Jaffar Mahmood       | Justin Adler                   |
| 49         | 5         | Boccone / Töpfchentraining / Das neue Cart-Girl / Tag des mittleren Kindes                            | Meal Potty Cart Middle                      | 30. Nov. 2017        | 14. Dez. 2017                         | Jonathan Judge       | Justin Adler                   |
| 50         | 6         | Waffelparty / Eine ganz besondere Freundschaft / Eine Nacht im Hotel                                  | Waffle Permission Kidless Boyfriend         | 7. Dez. 2017         | 21. Dez. 2017                         | John Riggi           | Justin Adler                   |
| 51         | 7         | Jens Geburtstag / Ms. Morandi / Escape Room / Der verlorene Lottoschein                               | Thirty-Five Teacher Escape Lottery          | 14. Dez. 2017        | 28. Dez. 2017                         | Jaffar Mahmood       | Justin Adler                   |
| 52         | 8         | Die zwölf Weihnachtsgeschichten                                                                       | The Twelve Shorts Of Christmas              | 21. Dez. 2017        | 4. Jan. 2018                          | Jeffrey Walker       | Justin Adler                   |
| 53         | 9         | Joans Liebesroman / Das Huhn und das Ei / Tims Krankenschwester / Die neuen Nachbarn                  | Reading Egg Nurse Neighbor                  | 4. Jan. 2018         | 18. Jan. 2018                         | Marcus Stokes        | Dave Jeser & Matt Silverstein  |
| 54         | 10        | Der Notfall / Gregs Meeting / Die Kurierfahrt / Das gestohlene Mittagessen                            | Emergency Interview Driving Lunch           | 11. Jan. 2018        | 25. Jan. 2018                         | Melissa Kosar        | Kyle Mack                      |
| 55         | 11        | Funeral Goose / JoJo und DoDo / Stille Auktion / Bierfreunde                                          | Goose Friends Auction Fog                   | 18. Jan. 2018        | 1. Feb. 2018                          | Ken Whittingham      | Liz Hara                       |
| 56         | 12        | High-Tech-Toilette / Die erste Beinrasur / Jen und Greg, die Partymuffel / Tipps vom Baby-Guru        | Toilet Shaving Stuck Fertility              | 1. Feb. 2018         | 15. Feb. 2018                         | Eric Dean Seaton     | Max Saltarelli                 |
| 57         | 13        | Teenager-Therapie / Fahreignungsseminar / Gregs Bewerbungsgespräch / Komplott der Angeheirateten      | Therapy Cheating Shoes Movie                | 1. März 2018         | 15. März 2018                         | Natalia Anderson     | Brad Copeland                  |
| 58         | 14        | Jens Eltern / Die größte Liebesgeschichte aller Zeiten / Matts Geschenkgutscheine / Der Abschlussball | Parents Ancestry Coupon Chaperone           | 8. März 2018         | 22. März 2018                         | Linda Mendoza        | Barbara Adler                  |
| 59         | 15        | Gregs neuer Job / Das süße Kind der Familie / Die Halskette / Die Spritzenkur                         | Graffiti Cute Jewelry Shots                 | 29. März 2018        | 12. Apr. 2018                         | Melissa Kosar        | Jordan Young                   |
| 60         | 16        | Schönheitswettbewerb / Joans Fahrrad / Das Hughes-Musical / Dörrfleisch                               | Pageant Bike Animals Jerky                  | 4. Apr. 2018         | 19. Apr. 2018                         | Jonathan Judge       | Dave Jesser & Matt Silverstein |
| 61         | 17        | Babysitter gesucht / Alle lieben Ryan / Leihmutterschaft / Die letzte Matratze                        | Sitter Dating Sister Mattress               | 12. Apr. 2018        | 26. Apr. 2018                         | Alex Reid            | Elizabeth Tippet               |
| 62         | 18        | Mini-Häuschen zu vermieten / Jens Familien-Porträt / Ideenklau / Steuerfahndung                       | Renter Portrait Plagiarism Scam             | 19. Apr. 2018        | 3. Mai 2018                           | Beth McCarthy-Miller | Maggie Mull                    |
| 63         | 19        | Jen und Greg kaufen ein Haus / Der Mattchalor / Tim lernt die Familie kennen / Jons letzter Flug      | #TBT: House Destiny Introduction Retirement | 26. Apr. 2018        | 10. Mai 2018                          | Chad Lowe            | Sarah Tapscott                 |
| 64         | 20        | Tim und Tylers Geheimnis / Jens Krebssuppe / Wollen wir wetten? / Uterus-Schwester                    | Lingerie Cookbook Gamble Surrogate          | 3. Mai 2018          | 17. Mai 2018                          | Jude Weng            | Joe Cristalli                  |
| 65         | 21        | Kein Dankeschön / Sophia ist klüger als ihr / Rentnermodel / Jen Tonic                                | Video Piercing Model Hangover               | 17. Mai 2018         | 31. Mai 2018                          | Jim Hensz            | Kyle Mack                      |
| 66         | 22        | Sweet Sixteen / John und Joan lernen Spanisch / Geänderte Babyplanung / Larks Geheimnis               | Sixteen Spanish Car Leak                    | 17. Mai 2018         | 31. Mai 2018                          | Justin Adler         | Justin Adler                   |

## Staffel 4
| Nr. (ges.) | Nr. (St.) | Deutscher Titel                                                                               | Originaltitel                    | Erstausstrahlung USA | Deutschsprachige Erstausstrahlung (D) | Regie            | Drehbuch |
| ---------- | --------- | --------------------------------------------------------------------------------------------- | -------------------------------- | -------------------- | ------------------------------------- | ---------------- | -------- |
| 67         | 1         | Willkommen im Dschungel / Heathers kleines Mädchen / Dschungel-Luxus / Goldene Hochzeit       | Jungle Push Resort Anniversary   | 17. Apr. 2019        | 18. Apr. 2019                         | Jonathan Judge   | —        |
| 68         | 2         | Musiker-Krise / Schwangerschaft / Krankenpflege / Adoptiveltern                               | Demo Nosebreath Surgery Match    | 17. Apr. 2019        | 18. Apr. 2019                         | Justin Adler     | —        |
| 69         | 3         | Sophies Spielpartnerin / Morgan zieht ein / Baby Alex / Heathers Geschäftsidee                | Misery Turd Name Pills           | 25. Apr. 2019        | 25. Apr. 2019                         | James Alan Hensz | —        |
| 70         | 4         | Hausgeburt / Freundinnen-Streit / Die Lederjacke / Verleugnung                                | Birth Meddling Jacket Denial     | 2. Mai 2019          | 2. Mai 2019                           | Natalia Anderson | —        |
| 71         | 5         | Das verräterische Ultraschallbild / Michael quakt / Tims zweite Chance aufs Leben / Ziellinie | Sonogram Frog Rub Family         | 9. Mai 2019          | 9. Mai 2019                           | Linda Mendoza    | —        |
| 72         | 6         | Spaziergänge / Lucas macht die Dougie / Johns neuer Freund / Larks Geburtstag                 | Recovery Discipline Psycho Labor | 16. Mai 2019         | 16. Mai 2019                          | Chad Lowe        | —        |
| 73         | 7         | Endlich zu viert / Mathematik-Hausaufgabe / Kunstkurs / Familienfoto mit Joanie               | Lost Math Art Glam               | 30. Mai 2019         | 30. Mai 2019                          | Melissa Kosar    | —        |
| 74         | 8         | Die X-Nachricht / Die Zaubertruhe / Entblößung / Kindertalente                                | X Box Glimpse Spotlight          | 6. Juni 2019         | 6. Juni 2019                          | Natalia Anderson | —        |
| 75         | 9         | Tims Verwandlung / Jenderella / Joans Ruhestandsfeier / Das Spielhaus                         | Four Short Fairy Tales           | 13. Juni 2019        | 13. Juni 2019                         | Eric Dean Seaton | —        |
| 76         | 10        | Empfehlungsschreiben / Sophias Schwein / Verdächtiger Knubbel / John, das Scheidungskind      | Letter Promise Adult Seventy     | 20. Juni 2019        | 20. Juni 2019                         | Jay Karas        | —        |
| 77         | 11        | Edna, die Putzfrau / Kugelschreiber gesucht / Die böse Großmutter / Männerabend               | Clean Pens Grandma Guys          | 20. Juni 2019        | 20. Juni 2019                         | Natalia Anderson | —        |
| 78         | 12        | Gregs Cabana / Der Lebensretter / Spielglück / Morts Geheimnis                                | Cabana Hero Action Son           | 27. Juni 2019        | 27. Juni 2019                         | Justin Adler     | —        |
| 79         | 13        | Wir bekommen ein Baby / Die Plage / Short Casa Su Casa / Mattoberfest                         | Reverse Burden District Germany  | 27. Juni 2019        | 27. Juni 2019                         | Alex Reid        | —        |